# Olympiska vinterspelen 1964
Olympiska vinterspelen 1964, nionde (IX) olympiska vinterspelen, arrangerades i Innsbruck i Österrike på en relativt låg nivå över havet – 575 m. De nordiska längdlöpningstävlingarna hade emellertid förlagts till Seefeld på 1 200 m höjd och de flesta alpina grenarna till Lizum på 1 600 m höjd.
Innsbruck hade även kandiderat till 1960 års spel, men förlorat omröstningen mot Squaw Valley.
När startdagen nalkades hotades spelen av snöbrist. Den österrikiska armén skyndade till undsättning och sågade ut 20 000 isblock till bobsleighbanan och transporterade ca 40 000 m³ snö till de alpina skidbackarna. När ändå regnet hotade att spoliera tävlingarna trampade österrikiska soldater skidbackarna till fots. Spelen åsågs av sammanlagt 1 073 000 åskådare.
Västtyskland och Östtyskland ställde upp i tävlingarna med ett gemensamt lag för sista gången. Vid spelen 1968 hade IOK gett upp sina tankar om ett gemensamt tyskt lag som tävlade som Tyskland.
Sverige vann tre guldmedaljer, tre silver och ett brons.

## Enskilda prestationer
- Sovjetunionens Lidija Skoblikova blev spelens särklassigt främsta deltagare med samtliga fyra guld i skridskotävlingarna, som påbyggnad till de två gulden från föregående spel.
- Dubbelsegrare blev
  - Eero Mäntyranta, Finland
  - Klavdija Bojarskich, Sovjetunionen (dessutom guld i damernas stafett 3 x 5 km)
- Systrarna Marielle och Christine Goitschel, Frankrike tog var sitt guld och silver i slalom och storslalom.

## Sporter
| - Alpin skidåkning - Backhoppning - Bob - Hastighetsåkning på skridskor - Ishockey |  | - Konståkning - Längdskidåkning - Nordisk kombination - Rodel - Skidskytte |

### Demonstrationssporter
- Isstock

## Deltagande nationer
36 nationer deltog i spelen. För Indien , Mongoliet och Nordkorea var det de första vinterspelen. Idrottare från Väst- och Östtyskland deltog tillsammans som Tysklands förenade lag.
| - Argentina - Australien - Belgien - Bulgarien - Chile - Danmark - Finland - Frankrike - Grekland | - Indien - Iran - Island - Italien - Japan - Jugoslavien - Kanada - Libanon - Liechtenstein - Mongoliet | - Nederländerna - Nordkorea - Norge - Polen - Rumänien - Schweiz - Spanien - Sovjetunionen | - Storbritannien - Sverige - Sydkorea - Tjeckoslovakien - Turkiet - Tyskland - Ungern - USA - Österrike |

## Medaljfördelning
Värdnation (Österrike)
| Pl. | Nation        | Guld | Silver | Brons | Totalt |
| --- | ------------- | ---- | ------ | ----- | ------ |
| 1   | Sovjetunionen | 11   | 8      | 6     | 25     |
| 2   | Österrike     | 4    | 5      | 3     | 12     |
| 3   | Norge         | 3    | 6      | 6     | 15     |
| 4   | Finland       | 3    | 4      | 3     | 10     |
| 5   | Frankrike     | 3    | 4      | 0     | 7      |
| 6   | Tyskland      | 3    | 3      | 3     | 9      |
| 7   | Sverige       | 3    | 3      | 1     | 7      |
| 8   | USA           | 1    | 2      | 3     | 6      |
| 9   | Nederländerna | 1    | 1      | 0     | 2      |
| 10  | Kanada        | 1    | 0      | 2     | 3      |

### Fotnoter
1. ↑  ”Innsbruck 1964”. Sveriges olympiska kommitté. http://sok.se/olympiska-spel/tavlingar/spelen/innsbruck-1964.html. Läst 19 juli 2017.